# Prasinocyma geminipuncta
Prasinocyma geminipuncta là một loài bướm đêm trong họ Geometridae.